# Гуд Хоуп (Илиноис)
Гуд Хоуп (енгл. Good Hope) град је у америчкој савезној држави Илиноис.

## Демографија
По попису из 2010. године број становника је 396, што је 19 (-4,6%) становника мање него 2000. године.
| Група             | 2000.       | 2010.       |
| Белци             | 411 (99,0%) | 386 (97,5%) |
| Афроамериканци    | 0 (0,0%)    | 0 (0,0%)    |
| Азијати           | 0 (0,0%)    | 0 (0,0%)    |
| Хиспаноамериканци | 2 (0,5%)    | 10 (2,5%)   |
| Укупно            | 415         | 396         |